# Лавиолетт, Питер
Пи́тер Фи́лип Лавиоле́тт (англ. Peter Philip Laviolette Jr., род. 7 декабря 1964, Франклин, Массачусетс) — американский хоккеист, выступавший на позиции защитника. Тренер. Занимает девятое место по количеству побед в качестве главного тренера клуба НХЛ.

## Игровая карьера
В 1982 году начал карьеру хоккеиста, играл в клубах из низших лиг АHL, IHL. В сезоне 1988/89 провёл 12 игр за «Нью-Йорк Рейнджерс», не набрав ни одного очка, и заработав 6 минут штрафа. Всего за карьеру Лавиолетт сыграл 6 сезонов в Американской хоккейной лиге (AHL) и 5 сезонов в Международной хоккейной лиге (IHL).

## Тренерская карьера
В 1997 году перешёл на тренерскую работу.
В АХЛ с 1998 по 2000 года тренировал «Провиденс Брюинз». В сезоне 1998/1999 команда под его руководством выиграла регулярный чемпионат и плей-офф. Сам Лавиолетт по итогам сезона завоевал Луис Эй-Ар Пьери Мемориал Эворд.
В НХЛ начал карьеру с помощника тренера в «Бостон Брюинз» в сезоне 2000/01, а два следующих сезона проработал главным тренером в «Нью-Йорк Айлендерс». В первом же сезоне с «островитянами» Лавиолетт вывел клуб в плей-офф после семи лет отсутствия там.
С середины сезона 2003/04 он возглавил «Каролину Харрикейнз», заменив на этом посту Пола Мориса.
В 2006 году Лавиолетт возглавлял Олимпийскую сборную США на играх в Турине. До этого он сам участвовал в Олимпиаде как игрок — было это в 1988 и 1994 годах. Также Питер работал помощником тренера сборной США на Кубке мира-2004 и главным тренером на Чемпионатах мира в 2004, 2005, 2014 и 2020 годах.
В первом же полноценном сезоне с «Каролиной» Лавиолетт привел клуб к триумфу, завоевав Кубок Стэнли 2006. Спустя неделю он подписал новый 5-летний контракт с клубом. «Великолепная работа Питера помогла нашей команде впервые в своей истории завоевать Кубок Стэнли», — заявил генеральный менеджер «Ураганов» Джим Рутерфорд.
При Лавиолетте «Харрикейнз» в сезоне 2005/06 установили клубный рекорд по очкам — 112 очков (52 победы — 22 поражения и 8 ничьих). И в итоге он лишь один голос уступил главному тренеру «Баффало Сэйбрз» Линди Раффу в споре за Джек Адамс Авард — приз лучшему наставнику Лиги по итогам сезона-2005/06.
3 декабря 2008 года был уволен с поста главного тренера «Каролины». На его место пришёл Пол Морис, которого Лавиолетт сменил в сезоне 2002/2003.
4 декабря 2009 года возглавил «Филадельфию Флайерз». Команда Лавиолетта обеспечила себе выход в плей-офф в последнем матче, обыграв по буллитам «Нью-Йорк Рейнджерс». В плей-офф 2010 года «Филадельфия» дошла до финала, где уступила «Чикаго Блэкхокс» в шести матчах. На пути к финалу «Флайерз» обыграли «Бостон Брюинз» в семи матчах, уступая по ходу серии 0:3, что на тот момент стало лишь третьим случаем почти в 100-летней истории НХЛ. В сезоне 2012-2013 «лётчики» не попали в плей-офф, а после 3-х поражений подряд на старте следующего сезона Лавиолетт был отправлен в отставку.
6 мая 2014 года Лавиолетт назначен главным тренером «Нэшвилл Предаторз». В 2017 году вместе с командой дошел до Финала Кубка Стэнли. В следующем сезоне «Нэшвилл» под его руководством установил клубные рекорды по количеству побед (53) и набранных очков (117), благодаря чему впервые в своей истории завоевал Президентский Кубок. 6 января 2020 года был отправлен в отставку.
15 сентября 2020 года был назначен главным тренером «Вашингтон Кэпиталз». Два сезона подряд Лавиолетт выводил «Кэпиталс» в плэй-офф Кубка Стэнли, где они оба раза проигрывали в 1-м раунде. В сезоне 2022-23 «Вашингтон» не попал в плэй-офф, и 14 апреля по обоюдному согласию сторон контракт с Лавиолеттом был расторгнут.

## Личная жизнь
У Питера есть жена Кристен, а также двое сыновей и дочь.

## Статистика игрока

### Клубная карьера
```
Сезон    Команда                     Лига    И    Г    П    О  Штр   И   Г   П   О Штр

--------------------------------------------------------------------------------------
1984-85  Westfield State College     NCAA    0    0    0    0    0
1985-86  Westfield State College     NCAA    0    0    0    0    0
1986-87  Indianapolis Checkers       
IHL
    72   10   20   30  146   5   0   1   1  12
1987-88  U.S. National Team          Intl   56    3   22   25    0
1987-88  Colorado Rangers            IHL    19    2    5    7   27   9   3   5   8   7
1988-89  Denver Rangers              IHL    57    6   19   25  120   3   0   0   0   4
1988-89  New York Rangers            
NHL
    12    0    0    0    6  --  --  --  --  --
1989-90  Flint Spirits               IHL    62    6   18   24   82   4   0   0   0   4
1990-91  Binghamton Rangers          
AHL
    65   12   24   36   72  10   2   7   9  30
1991-92  Binghamton Rangers          AHL    50    4   10   14   50  11   2   7   9   9
1992-93  Providence Bruins           AHL    74   13   42   55   64   6   0   4   4  10
1993-94  San Diego Gulls             IHL    17    3    4    7   20   9   3   0   3   6
1994-95  Providence Bruins           AHL    65    7   23   30   84  13   2   8  10  17
1995-96  Providence Bruins           AHL    72    9   17   26   53   4   1   1   2   8
1996-97  Providence Bruins           AHL    41    6    8   14   40  --  --  --  --  --
--------------------------------------------------------------------------------------
         Всего в НХЛ                        12    0    0    0    6
```

## Статистика тренера
| Клуб                 | Сезон                | Регулярный чемпионат | Регулярный чемпионат | Регулярный чемпионат | Регулярный чемпионат | Регулярный чемпионат | Регулярный чемпионат | Регулярный чемпионат | Плей-офф | Плей-офф | Плей-офф                                    |
| Клуб                 | Сезон                | И                    | В                    | П                    | Н                    | ПО                   | Очки                 | Место                | В        | П        | Итог                                        |
| -------------------- | -------------------- | -------------------- | -------------------- | -------------------- | -------------------- | -------------------- | -------------------- | -------------------- | -------- | -------- | ------------------------------------------- |
| НЙА                  | 2001-02              | 82                   | 42                   | 28                   | 8                    | 4                    | 96                   | 2-е в Атлантическом  | 3        | 4        | Поражение в 1-м раунде (Торонто)            |
| НЙА                  | 2002-03              | 82                   | 35                   | 34                   | 11                   | 2                    | 83                   | 3-е в Атлантическом  | 1        | 4        | Поражение в 1-м раунде (Оттава)             |
| Всего за Айлендерс   | Всего за Айлендерс   | 164                  | 77                   | 62                   | 19                   | 6                    | 179                  |                      | 4        | 8        |                                             |
| КАР                  | 2003-04              | 52                   | 20                   | 22                   | 6                    | 4                    | 50                   | 3-е в Юго-Восточном  | —        | —        | не участвовали                              |
| КАР                  | 2005-06              | 82                   | 52                   | 22                   | —                    | 8                    | 112                  | 1-е в Юго-Восточном  | 16       | 9        | Победа в финале Кубка Стэнли (Эдмонтон)     |
| КАР                  | 2006-07              | 82                   | 40                   | 34                   | —                    | 8                    | 88                   | 3-е в Юго-Восточном  | —        | —        | не участвовали                              |
| КАР                  | 2007-08              | 82                   | 43                   | 33                   | —                    | 6                    | 92                   | 2-е в Юго-Восточном  | —        | —        | не участвовали                              |
| КАР                  | 2008-09              | 25                   | 12                   | 11                   | —                    | 2                    | 26                   | уволен               | —        | —        | —                                           |
| Всего за Каролину    | Всего за Каролину    | 324                  | 167                  | 122                  | 6                    | 28                   | 368                  |                      | 16       | 9        |                                             |
| ФИЛ                  | 2009-10              | 57                   | 28                   | 24                   | —                    | 5                    | 61                   | 3-е в Атлантическом  | 14       | 9        | Поражение в финале Кубка Стэнли (Чикаго)    |
| ФИЛ                  | 2010-11              | 82                   | 47                   | 23                   | —                    | 12                   | 106                  | 1-е в Атлантическом  | 4        | 7        | Поражение во 2-м раунде (Бостон)            |
| ФИЛ                  | 2011-12              | 82                   | 47                   | 26                   | —                    | 9                    | 103                  | 3-е в Атлантическом  | 5        | 6        | Поражение во 2-м раунде (Нью-Джерси)        |
| ФИЛ                  | 2012-13              | 48                   | 23                   | 22                   | —                    | 3                    | 49                   | 4-е в Атлантическом  | —        | —        | не участвовали                              |
| ФИЛ                  | 2013-14              | 3                    | 0                    | 3                    | —                    | 0                    | 0                    | уволен               | —        | —        | —                                           |
| Всего за Филадельфию | Всего за Филадельфию | 272                  | 145                  | 98                   |                      | 29                   | 319                  |                      | 23       | 22       |                                             |
| НЭШ                  | 2014-15              | 82                   | 47                   | 25                   | —                    | 10                   | 104                  | 2-е в Центральном    | 2        | 4        | Поражение в 1-м раунде (Чикаго)             |
| НЭШ                  | 2015-16              | 82                   | 41                   | 27                   | —                    | 14                   | 96                   | 4-е в Центральном    | 7        | 7        | Поражение во 2-м раунде (Сан-Хосе)          |
| НЭШ                  | 2016-17              | 82                   | 41                   | 29                   | —                    | 12                   | 94                   | 4-е в Центральном    | 14       | 8        | Поражение в финале Кубка Стэнли (Питтсбург) |
| НЭШ                  | 2017-18              | 82                   | 53                   | 18                   | —                    | 11                   | 117                  | 1-е в Центральном    | 7        | 6        | Поражение во 2-м раунде (Виннипег)          |
| НЭШ                  | 2018-19              | 82                   | 47                   | 29                   | —                    | 6                    | 100                  | 1-е в Центральном    | 2        | 4        | Поражение в 1-м раунде (Даллас)             |
| НЭШ                  | 2019-20              | 41                   | 19                   | 15                   | —                    | 7                    | 45                   | уволен               | —        | —        | —                                           |
| Всего за Нэшвилл     | Всего за Нэшвилл     | 451                  | 248                  | 143                  | —                    | 60                   | 556                  |                      | 30       | 25       |                                             |
| ВАШ                  | 2020-21              | 56                   | 36                   | 15                   | —                    | 5                    | 77                   | 2-е в Восточном      | 1        | 4        | Поражение в 1-м раунде (Бостон)             |
| Всего за Вашингтон   | Всего за Вашингтон   | 56                   | 36                   | 15                   | —                    | 5                    | 77                   |                      | 1        | 4        |                                             |
| Всего                | Всего                | 1266                 | 673                  | 440                  | 25                   | 128                  | 1499                 | 4 победы в дивизионе | 72       | 68       | 1 Кубок Стэнли (2006)                       |